# Cicle menstrual

Progressió del cicle menstrual i de les diverses hormones que hi contribueixen.

El cicle menstrual és el cicle dels canvis naturals que es produeixen a l'úter i l'ovari i que són essencials per a fer possible la reproducció sexual. El seu calendari es regeix pels cicles biològics de l'endogen (intern). El cicle menstrual és essencial per a la producció d'òvuls, i per la preparació de l'úter per a l'embaràs. El cicle es produeix només als éssers humans femenins fèrtils i altres primats femella. En les femelles humanes, el cicle menstrual es produeix repetidament entre l'edat de menarquia, quan el cicle comença, fins a la menopausa, quan acaba.
En els éssers humans, la durada d'un cicle menstrual varia molt entre les dones, entre els 12 i els 35 dies, amb una durada mitjana de 28 dies. Cada cicle es pot dividir en tres fases basades en el que passa en l'ovari (cicle ovàric) o en l'úter (cicle uterí). El cicle ovàric consisteix en la fase fol·licular, ovulació, i fase lútia, mentre que el cicle uterí es divideix en menstruació, fase proliferativa i fase secretora. Tots dos cicles són controlats pel sistema endocrí i els canvis hormonals normals que es produeixen poden ser interferits amb la contracepció hormonal per a prevenir la reproducció.
La durada en dies d'un cicle menstrual individual es compta a partir del primer dia de sagnat menstrual. Estimulat per l'augment gradual de la quantitat d'estrogen a la fase fol·licular, les descàrregues de sang (menstruació) s'alenteixen fins que s'aturen, i l'endometri de l'úter espesseixi. Els fol·licles de l'ovari comencen a desenvolupar-se sota la influència d'una complexa interacció de les hormones, i després de diversos dies n'hi ha un, o en algunes ocasions dos, que esdevenen dominants, mentre que els altres s'atrofien i moren. Aproximadament a la meitat del cicle, entre 24 i 36 hores després que aparegui l'hormona luteïnitzant, el fol·licle dominant allibera un òvul, el que s'anomena ovulació. Després de l'ovulació l'òvul només viu 24 hores o menys sense fertilització, mentre que les restes del fol·licle dominant en l'ovari esdevenen un cos luti que té la funció primària de produir grans quantitats de progesterona. Sota la influència de la progesterona, l'endometri (revestiment de l'úter) canvia per a preparar-se per la potencial implantació de l'embrió humà per a generar un embaràs. Si no hi ha implantació en un termini aproximat d'unes dues setmanes, el cos luti involuciona, provocant fortes caigudes en els nivells de progesterona i estrogen. La caiguda de l'hormona fa que l'úter perdi el seu revestiment i comenci el procés de la menstruació.
En el cicle menstrual, es produeixen canvis en l'aparell reproductor femení, i també creix la sensibilitat en els pits i sobrevenen canvis d'estat d'ànim, entre d'altres. La primera menstruació d'una dona es diu menarquia, i acostuma a passar entre els 12 i 13 anys. La fase final reproductiva de la dona es diu menopausa, i habitualment passa entre els 45 i els 55 anys.

## Trastorn menstrual

Aparell reproductor femení.

Un trastorn menstrual es caracteritza per qualsevol afecció anormal pel que fa al cicle menstrual de la dona. Hi ha molts tipus diferents de trastorns menstruals que varien segons els signes i símptomes, inclosos el dolor durant la menstruació, el sagnat intens o l'absència de menstruació. Es poden produir variacions en els patrons menstruals normals, així s'hi inclouen en la denominació cicles menstruals de menys de 21 dies o més de 3 mesos, o que la menstruació duri més de 10 dies. Les variacions del cicle menstrual són causades principalment per la immaduresa de l'eix hipotàlem-hipòfisi-ovari, i cal una detecció i control precoç per minimitzar la possibilitat de complicacions en relació amb la capacitat reproductiva futura.
Tot i que s'havia considerat antigament que els trastorns menstruals eren més que res un problema molest, ara es reconeix àmpliament que tenen un impacte greu en la societat en forma de dies perduts del treball provocats pel dolor i el patiment que experimenten les dones. Aquests trastorns poden sorgir de causes fisiològiques (embaràs, etc.), patològiques (estrès, exercici excessiu, pèrdua de pes, anomalies endocrines o estructurals, etc.) o iatrogèniques (secundàries a l'ús d'anticonceptius, etc.).
Calen anàlisis per a descartar una anèmia ferropènica. Cal tenir en compte la possible relació amb trastorns mentals (depressió, ansietat).